# Quintus Aurelius Memmius Symmachus
Quintus Aurelius Memmius Symmachus, död omkring 525, var en senantik romersk politiker, historiker och byggherre samt svärfar till filosofen Boëthius. Han var kristen.
Quintus Aurelius Memmius Symmachus var son till den Quintus Aurelius Symmachus som var konsul 446 e.Kr (med Aëtius), och därmed troligen ättling till talaren Quintus Aurelius Symmachus. Han var patricier och för år 485 konsul. Kung Theoderik gav honom ansvaret för ombyggnaden av Pompejus teater, men på grund av sitt släktskap med Boëthius råkade han i onåd hos kungen och avrättades.